# PlayerFab
PlayerFab（プレーヤーファブ）は、中国のソフトウェア会社DVDFab Software（旧FengtaoSoftware）によって開発された、多機能マルチメディアプレーヤーである。
ローカルビデオ、DVD、Blu-rayなどの主要動画ファイルに加え、4K UHD BDの再生、Netflix、アマゾンプライムビデオ、Hulu、ABEMAなど主要動画ストリーミングサービスもサポートしている。

## 概要
4K UHD BDを含むDVD、Blu-rayなどの主要動画ファイルの再生、Netflixやアマゾンプライムビデオなどの動画ストリーミング再生コンテンツの再生、IPテレビ、インターネットラジオの再生ができる。フルHD 1080Pの映像品質とEAC3の音声品質でオンラインビデオ再生が可能。内蔵コーデックの動作は高速。日本語にもデフォルトで対応しており、設定項目の「UI言語」から変更もできる。

## 主な特徴

### 操作画面
ホーム画面にはストリーミングサービスとIPテレビが表示されていて、ストリーミングさ０ビスのアイコンは編集できる。メインメニューは、ディスク・ムービー・シリーズ作品・テレビ番組・ビデオ・音楽の6種類で、オンラインビデオの再生、ローカルデータの項目もある。デザインはブラックを基調としたもので、DVDFab製品の購入や有料版へのアップグレードもソフト内で行える。再生画面からホーム画面に戻るときは、再生画面の停止ボタンを押す。

### 4K UHD映像の再生に対応
4K UHDの再生に対応しており、HDR10、HDR10+、Dolby Visionなどに最大のHDR効果を与えることができる。Blu-rayの再生時にはインターネット接続が必要。

### 広告スキップ機能
ストリーミング動画の再生時、挿入されている広告をスキップできる。またイントロだけをスキップする機能も付属しており、次のエピソードは自動的に再生される。

### 1080Pの映像品質とEAC3の音声品質に対応
映像品質は1080pのフルHDに対応。オーディオ品質はEAC3.5.1をサポートしている。ビデオ品質に関しては、1080p以外にも選択が可能。

### 多様な動画形式・コーデックをサポート
対応している動画形式・コーデックの数が多い。MP4やMKVなどの動画形式、MP3やWAVなどの音声形式、H.264やH.265といったコーデック動画などさまざまな形式やコーデックをサポートしている。オペレーションシステムで動作するためさまざまなデバイスと互換性がある。

### DVD・Blu-rayのメニューに対応
ISOファイルもサポートしているため、DVD、Blu-ray、4K Ultra Blu-rayなど、あらゆるフォーマットの再生ナビゲーションメニューに対応。

### ハイレゾ音源の出力に対応
Dolby Atmos、DTS-HD Masterオーディオ、DTS:Xなどのロスレス高解像度音声フォーマットに対応し、最大7.1chサラウンドを生成することができる。

### 全方位3D再生に対応
3D再生をサポート。出力モードは、アナグリフ赤青、3D対応HDTV、マイクロポラライザーLCD 3D、HDMI1.4対応3DTVの4種類。

### 動画・音声管理機能
ファイルと一緒にメタデータを取得でき、ソフトウェア内でファイルを管理することができる。ローカルファイルと連携でき、ファイルを同期することも可能。お気に入りの曲を登録したりプレイリストを作成することもできる。

### AMD・IQS・NVIDIA CUDAをサポート
AMD、IQS、NVIDIA CUDAハードウェアデコーディングをサポート。デコード専用のチップが搭載されており、3次元グラフィックスや動画データの圧縮・再生などに必要な処理を高速化できる。

### Windows Media Centerのリモコンに対応
Windows Media Centerのリモコンに対応しているため、TVモードの再生時はテレビの画面にスクリーンを最適化できる。

### 再生速度変更機能
シーク（早送り・巻き戻し）に加え、10秒早送り、10秒巻き戻しができる。再生画面の瞳アイコンをクリックすると1分ごとのチャプターが表示され、任意のシーンの再生が可能。

### スクリーンショット機能
「この動画をStreamFabでダウンロード」をクリックすると、DVDFabのサブブランドStreamFabによる対応ダウンロードソフトが起動し、動画をダウンロードできる。

## 歴史と開発
PlayerFabは、Fengtao Softwareのマルチメディアツール群の拡充の一環として登場しました。Fengtao Softwareは、2003年にDVDToolboxのオリジナルソフトを買収したことに端を発し、その後製品ラインを拡大してきました。主なマイルストーンとしては以下が挙げられます：
- 2017年：PlayerFab Player 5がリリースされ、3D再生およびUHD Blu-rayの対応が追加され、マルチメディア再生能力が大きく向上しました。
- 2018年～2021年：新たなストリーミングプラットフォームへの対応が進められ、AIによる映像強化機能やコーデックの最適化など、多くの新機能が追加されました。
- 2022年以降：言語サポートの拡充、ハードウェアアクセラレーションの向上、プレイリスト管理の強化など、進化するストリーミングおよびメディア視聴技術への適応が継続的に行われています。